# Adulteryn
Adulteryn – określenie monety bitej nienależącymi do siebie stemplami. Pochodzi od łacińskiego adulterina moneta, czyli moneta fałszywa.